# Josef Hickersberger
Josef Hickersberger (Amstetten, 27 aprile 1948) è un allenatore di calcio ed ex calciatore austriaco.
Anche suo figlio Thomas Hickersberger è stato un calciatore.

## Carriera

### Club
La sua carriera iniziò nell'Austria Vienna. Successivamente giocò nel Kickers Offenbach, Fortuna Düsseldorf, Rapid Vienna e in altri club. Fu membro della nazionale austriaca che giocò i mondiali del 1978.

### Nazionale
Dopo il ritiro da calciatore Hickersberger iniziò la carriera da allenatore di squadre di calcio. Fu tecnico della nazionale austriaca ai mondiali 1990. La storica sconfitta contro le Isole Fær Øer durante le qualificazioni per gli europei 1992 gli costò il posto in nazionale. Successivamente fu tecnico di club il Fortuna Düsseldorf (1990/1992) e l'Austria Wien (1993/94).
Hickersberger successivamente lavorò nei paesi arabi e allenò la nazionale del Bahrain.
Nel 2002 Hickersberger tornò in Austria, per allenare il Rapid Vienna. Alla sua guida il team viennese vinse il campionato nel 2004-2005, dopo nove anni d'attesa. Dal 2006 al 2008 è stato il commissario tecnico della Nazionale austriaca, che ha guidato agli europei casalinghi del 2008.

## Palmarès

### Giocatore
- Coppe d'Austria: 2

Austria Vienna: 1966-67, 1970-71
SSW Innsbruck: 1978-79
- Wiener Stadthallenturnier: 1

Austria Vienna: 1968
- Campionati austriaci: 2

Austria Vienna: 1968-69, 1969-70
Rapid Vienna: 1981-82

### Allenatore
- Supercoppe d'Austria: 1

Austria Vienna: 1993
- Coppe d'Austria: 1

Austria Vienna: 1993-94
- Campionato austriaco: 1

Rapid Vienna: 2004-05
- Qatar Stars Cup: 1

Al-Ittihad Doha: 2001
- Emir of Qatar Cup: 1

Al-Ittihad Doha: 2002
- UAE Pro-League: 1

Al-Wahda: 2009-2010
- UAE Super Cup: 1

Al-Wahda: 2011